# Międzynarodówka humanistyczna
Międzynarodówka humanistyczna – organizacja skupiająca lewicowe partie polityczne, określające się mianem humanistycznych. Odwołują się do idei tzw. nowego humanizmu, promującego pokojowe rozwiązania zamiast konfliktów zbrojnych oraz pomoc dla najuboższych. Została zawiązana 4 stycznia 1989 we Florencji przez ponad 40 partii humanistycznych z całego świata. Jest częścią ruchu alterglobalistycznego.
Symbolem ruchu humanistycznego jest wstęga Möbiusa, a kolorem pomarańczowy.

## Założenia ideowe
W swoim programie partie humanistyczne odwołują się do tekstów takich jak Powszechna Deklaracja Praw Człowieka, działalności Martina Luthera Kinga i Mahatmy Gandhiego oraz twórczości argentyńskiego pisarza Mario Rodrígueza Cobosa.
Pięć podstawowych zasad ideowych ruchu humanistycznego obejmuje:
1. Ludzkie życie jako wartość najważniejsza
2. Równość wszystkich ludzi
3. Wolność słowa i przekonań
4. Rozwój i wprowadzanie modeli ekonomicznych alternatywnych wobec neoliberalizmu
5. Rozwiązywanie konfliktów bez użycia przemocy

## Członkowie
- Argentyna
- Austria
- Belgia
- Brazylia
- Partia Humanistyczna (Chile)
- Czechy
- Dania
- Finlandia
- Francja
- Niemcy
- Grecja
- Węgry
- Islandia
- Holandia
- Norwegia
- Ontario (Kanada)
- Partia Humanistyczna (Portugalia)
- Hiszpania
- Humanistyczna Partia Szwajcarii
- Wielka Brytania
- Włochy